# مؤشر بيغنيت
مؤشر بيغنيت أو مؤشر بناء الاجسام (Pignet Index أو Body Build Index) هو المؤشر الذي يستخدم لتقييم تمرينات بناء الاجسام، تم اقتراحه عام 1901 من جوزيف بيغنيت الذي كان يعمل طبيبا في الجيش الفرنسي.

## الصيغة
الصيغة التي يتم حساب المؤشر بها هي 
الطول بالسنتيمتر - (الوزن بالكيلوغرام + محيط الصدر بالسنتيمتر)
```
Stature in cm - (weight in kg + chest circumference in cm)
```

## التصنيف
ويتم تصنيف المؤشر ضمن فئات وفقا للتالي:
| الدرجة    | التسمية           | توضيح |
| --------- | ----------------- | ----- |
| اقل من 10 | قوي جدا           | -     |
| 10-15     | قوي               | -     |
| 16-20     | جيد               | -     |
| 21-25     | متوسط             | -     |
| 26-30     | ضعيف              | -     |
| 31-35     | ضعيف              | -     |
| 36 فاكثر  | ضعيف جدا جدا Poor | -     |

## اقرأ أيضا
- TOFI